# Dutch International 2023
Die Dutch International 2023 im Badminton fanden vom 13. bis zum 16. April 2023 in Wateringen statt. Es war die 22. Austragung der Titelkämpfe.

## Austragungsort
- Velohal, Noordweg 26

## Sieger und Platzierte
| Disziplin    | Gold                              | Silber                  | Bronze                             |
| ------------ | --------------------------------- | ----------------------- | ---------------------------------- |
| Herreneinzel | Julien Carraggi                   | Joran Kweekel           | Lucas Claerbout                    |
| Herreneinzel | Julien Carraggi                   | Joran Kweekel           | Karan Rajan Rajarajan              |
| Dameneinzel  | Huang Yu-hsun                     | Kaloyana Nalbantova     | Amalie Schulz                      |
| Dameneinzel  | Huang Yu-hsun                     | Kaloyana Nalbantova     | Tara Shah                          |
| Herrendoppel | Kazuhiro Ichikawa Daiki Umayahara | Rory Easton Zach Russ   | Dennis Koppen Alex Vlaar           |
| Herrendoppel | Kazuhiro Ichikawa Daiki Umayahara | Rory Easton Zach Russ   | Maël Cattoen Lucas Renoir          |
| Damendoppel  | Hsu Yin-hui Lee Chih-chen         | Hina Osawa Miku Shigeta | Tiffany Ho Angela Yu               |
| Damendoppel  | Hsu Yin-hui Lee Chih-chen         | Hina Osawa Miku Shigeta | Kirsten de Wit Alyssa Tirtosentono |
| Mixed        | Kenneth Choo Gronya Somerville    | Brandon Yap Annie Lado  | Ho Wen-hsun Lin Yu-hao             |
| Mixed        | Kenneth Choo Gronya Somerville    | Brandon Yap Annie Lado  | Su Li-wei Lee Chih-chen            |